# آل۳مدیا
آل۳مدیا (انگلیسی: All3Media) شرکت مخابرات بریتانیایی است، که در سال ۲۰۰۳ تأسیس شد.